# Onthophagus atrosericeus
Onthophagus atrosericeus är en skalbaggsart som beskrevs av Antoine Boucomont 1932. Onthophagus atrosericeus ingår i släktet Onthophagus och familjen bladhorningar. Inga underarter finns listade i Catalogue of Life.